# Príslop (Spišská Magura)
Príslop (1214 m n. m.) je jeden z nejvyšších vrchů Spišské Magury, nacházející se v západní části podcelku Repiská nad Podspádmi. Vypíná se v hlavním hřebeni jihovýchodně od Repiska, nejvyššího vrchu pohoří.  Z nezalesněného vrcholu se otevírají výhledy na západní část Spišské Magury, ale zejména na Belianské Tatry.

## Přístup
Na vrchol nevede značený chodník a nejlehčí výstup je ze sedla Pod Príslop po  modré značce přes rozcestí Pod Príslopom a hřebenem na vrchol